# جوني كولز
جوني كولز (بالإنجليزية: Johnny Coles)‏ هو بواق أمريكي، ولد في 3 يوليو 1926 في ترنتون في الولايات المتحدة، وتوفي في 21 ديسمبر 1997 في فيلادلفيا في الولايات المتحدة بسبب سرطان.

## وصلات خارجية
- جوني كولز على موقع ميوزك برينز (الإنجليزية)
- جوني كولز على موقع أول ميوزيك (الإنجليزية)
- جوني كولز على موقع ديسكوغز (الإنجليزية)